# Elvire de Brissac
Pour les autres membres de la famille, voir Maison de Cossé-Brissac.
Pour les articles homonymes, voir Cossé et Brissac.
Elvire de Brissac, née le 19 janvier 1939 à Paris, est une romancière et biographe française lauréate de plusieurs prix littéraires.

## Biographie
Connue notamment depuis son roman Un long mois de septembre (1971), vision satirique des mois qui suivirent  Mai 68, elle est légalement la fille du mémorialiste Pierre de Cossé, duc de Brissac, et de son épouse, née May Schneider, de la famille des Schneider du Creusot. Elle serait en réalité la fille naturelle de Paul Morand, auquel elle ressemble fortement. Elvire de Brissac a consacré deux livres à l'histoire de cette dynastie : Ô dix-neuvième !, chronique d'une rencontre imaginaire entre Adolphe Schneider et Alphonse de Lamartine, et Il était une fois les Schneider.
À partir de 1961, elle collabore aux pages culturelles et internationales du Monde. En 1964, elle couvre pour le journal les Jeux olympiques de Tokyo.

## Œuvres
- À pleur-joie, Grasset, 1969, prix des Deux Magots 1969
- Un long mois de septembre, Grasset, 1971
- Les Règles, Gallimard, 1974
- Grabuge et l’Indomptable Amélie, Folio Junior, 1977 ; Folio Cadet, 1999. Illustrations de Claude Lapointe.
- Ballade américaine, Stock, 1976
- Ma chère République, Grasset, 1983
- Le Repos, Grasset, 1986
- Au Diable, Grasset, 1993 ; Folio, 2000
- Le Tour de l'arbre, Grasset, 1996
- Une forêt soumise, Grasset, 1997
- Les Anges d’en bas, Grasset, 1998, prix Goncourt de la nouvelle 1999
- Ô dix-neuvième !, Grasset, prix Femina essai 2001
- Connaissez-vous les rides ?, Grasset, 2005
- Il était une fois les Schneider, 1871-1942, Grasset, 2007
- Voyage imaginaire autour de Barbe Nicole Ponsardin Veuve Clicquot (1777 - 1866), Grasset, 2009
- La Corde et le Vent, Grasset, 2014
- Le Long du Luxembourg, Grasset, 2021
- Le Jardin des Plantes ou l’Horrible Danger de la promenade, Grasset, 2024